# Lorenzo Romo
Lorenzo Romo (1703-21 de junio de 1768) fue un filósofo, profesor y jesuita español.

## Biografía
Nació en Andalucía, España, en 1703.
Tuvo una importante trayectoria administrativa en la Compañía de Jesús en Chile. Ingresó a la Compañía el 3 de marzo de 1720 y emitió sus últimos votos en 1737. Fue Profesor en el seminario de Concepción y en la Universidad Pontificia Colegio Máximo de San Miguel durante 1738-1739. Fungió como Rector y Maestro de novicios en Santiago, y en 1751 se volvió Rector del Convictorio San Francisco Javier (hoy Convictorio Carolino). Durante la expulsión de los jesuitas de la Monarquía Hispánica de 1767 se encontraba enfermo en Santiago de Chile (sufría de asma), pero rehusó quedarse y partió igualmente al extrañamiento, falleciendo el 21 de junio de 1768 durante la navegación en alta mar.La experiencia fue, desde todo punto de vista, una tragedia:

Hacia la época de la expulsión de la Compañía de Jesús, Romo se encontraba enfermo en Santiago, no obstante, rehusó quedarse en Chile, rechazando la indulgencia del Gobernador del Reino, y decidió seguir a sus hermanos y morir en su compañía. Así, –según relata Enrich– falleció en 1768, durante el viaje al destierro, sin recibir los santos sacramentos ni tener quien le auxiliase en la última hora. Por ello, su cuerpo fue arrojado al mar, que, a pesar de haber estado muy embravecido, se calmó al momento.
Abel Aravena Zamora

Como testimonio de su actividad docente, se conservan dos de sus cursos manuscritos: In Logicam, resguardado en el Archivo Jesuita de la Provincia chilena, y la Physica contra Thomistas, en la que estudia y comenta la física aristotélica en seis libros, en el Archivo Histórico de La Merced (AHME). 
La figura de Lorenzo Romo ha sido descrita en los siguientes términos:

Fue hombre de baja estatura, pero de altos pensamientos; de pocas palabras, pero de mucha sabiduría: la cual no sabía ostentar en las conversaciones, pero sí en la cátedra; que fue su principal ministerio. Puesto en ella, con los ojos cerrados, como si durmiera, dictaba las lecciones de teología a sus discípulos, sin más papel que algunas citas de los autores más afamados. Sólo hablaba con los seglares cuando lo requería la dirección espiritual de sus penitentes; en los cuales resplandecía comúnmente su espíritu.
Francisco Enrich

## Obras
- Lorenzo Romo S. J., In Logicam, 1738 (Archivo Jesuita de la Provincia chilena).
- Lorenzo Romo S. J., Physica contra Thomistas, 1739 (ms. 1335, Fondo Antiguo, Archivo Histórico de La Merced, Santiago de Chile, ff. 1r-228r).